# Giáp Tuất
Giáp Tuất (chữ Hán: 甲戌) là kết hợp thứ 11 trong hệ thống đánh số Can Chi của người Á Đông. Nó được kết hợp từ thiên can Giáp (Mộc dương) và địa chi Tuất (chó). Trong chu kỳ của lịch Trung Quốc, nó xuất hiện trước Ất Hợi và sau Quý Dậu.

## Các năm Giáp Tuất
Giữa năm 1700 và 2200, những năm sau đây là năm Giáp Tuất (lưu ý ngày được đưa ra được tính theo lịch Việt Nam, chưa được sử dụng trước năm 1967):
- 1754
- 1814
- 1874
- 1934 (14 tháng 2, 1934 — 2 tháng 2, 1935)
- 1994 (10 tháng 2, 1994 — 30 tháng 1, 1995)
- 2054 (8 tháng 2, 2054 — 27 tháng 1, 2055)
- 2114
- 2174

## Sự kiện năm Giáp Tuất
- Năm 1874, nhà Nguyễn ký Hiệp ước Giáp Tuất, nhượng 3 tỉnh miền Tây Nam Kỳ cho Pháp.
- Năm 1994, thành lập Trường Đại học Duy Tân - Trường Đại học tư thục Đầu tiên và Lớn nhất miền Trung Việt Nam